# Petropawlowskoje (Region Altai)
Petropawlowskoje (russisch Петропа́вловское) ist ein Dorf (selo) in der Region Altai (Russland) mit 2642 Einwohnern (Stand 14. Oktober 2010).

## Geographie
Der Ort liegt knapp 150 km Luftlinie südlich des Regionsverwaltungszentrums Barnaul und 90 km südwestlich von Bijsk in der Voraltaiebene (Predaltaiskaja rawnina) am linken Ufer Ob-Nebenflusses Anui.
Petropawlowskoje ist Verwaltungssitz des Rajons Petropawlowski sowie Sitz und einzige Ortschaft der Landgemeinde Petropawlowski selsowet.

## Geschichte
Das Dorf wurde 1777 gegründet und ist seit 1944 Zentrum eines Rajons.

### Bevölkerungsentwicklung
| Jahr | Einwohner |
| ---- | --------- |
| 1959 | 2850      |
| 1970 | 2457      |
| 1979 | 2869      |
| 1989 | 3129      |
| 2002 | 2861      |
| 2010 | 2642      |

Anmerkung: Volkszählungsdaten

## Verkehr
Petropawlowskoje liegt an der Regionalstraße, die in Smolenskoje von der R368 Bijsk – Belokuricha abzweigt und nördlich des Gebirgsfußes des Altai, lange entlang dem Anui, nach Westen führt; gut 50 km westlich von Petropawlowskoje kreuzt sie dann südlich des benachbarten Rajonzentrums Ust-Kalmanka die Straße Aleisk – Tscharyschskoje und verläuft weiter in Richtung der Rajonzentren Krasnoschtschokowo und Kurja.